# Dichte Mist
Dichte mist (originele titel The Mist) is een horrorverhaal van de Amerikaanse schrijver Stephen King.  Het verhaal werd aanvankelijk gepubliceerd in 1980 in de verhalenbundel Duistere krachten (Skeleton Crew), maar werd in 2007 ook uitgegeven als paperback vanwege de première van de verfilming The Mist.

## Verhaal
Centraal staat schrijver David Drayton, die samen met zijn zoontje Billy en vrouw Stephanie in een huisje nabij Bridgton woont. Op een avond wordt de regio getroffen door een zware onweersbui, waarna de volgende ochtend een mysterieuze mistbank zich over de regio begint te verspreiden. David en Billy komen samen met een grote groep anderen vast te zitten in de lokale supermarkt wanneer de mist hen insluit en het zicht overal tot een paar meter beperkt. 
Al snel blijkt er meer aan de hand te zijn. In de mist houden zich monsters op die iedereen die de supermarkt verlaat aanvallen.  Onder andere een vakkenvuller genaamd Norm en een groep mensen geleid door Davids buurman Brent Norton worden slachtoffers van deze monsters. Onder de monsters bevinden zich een beest waarvan enkel een groep tentakels wordt gezien, roze insecten die zich ’s nachts op de winkelruiten vestigen, albino pterodactylachtige roofdieren (waarvan 1 de winkel weet binnen te dringen, maar gedood wordt met een brandende fakkel) en enorme spinnen. De mensen in de supermarkt barricaderen de ramen en proberen zich zo lang mogelijk staande te houden tegen het onbekende gevaar. Wanneer David ontdekt dat twee jonge militairen die ook in de winkel waren zelfmoord hebben gepleegd, begint hij te vermoeden dat het militaire “Arrowhead Project” dat al de hele zomer gaande was, iets met de mist en de monsters te maken heeft. 
Naarmate de tijd vordert nemen angst en paranoia toe onder de ingesloten mensen. Mrs. Carmody , een religieuze extremist, grijpt de situatie aan om iedereen te overtuigen dat de mist en de monsters voorbodes zijn van het Bijbelse einde der tijden. Ze krijgt steeds meer volgelingen. Een mislukte poging om de apotheek naast de supermarkt te bereiken is de druppel die de emmer doet overlopen en Mrs. Carmody slaagt erin haar volgelingen zover te krijgen dat ze tot een mensenoffer over willen gaan in een poging de monsters gunstig te stemmen, te beginnen met Billy. Ollie Weeks, de assistent-manager van de winkel, grijpt in door Mrs. Carmody dood te schieten. In de chaos die ontstaat kunnen hij, David, Billy en twee vrouwen genaamd Amanda en Hilda naar Davids auto vluchten. Ollie wordt gedood door een van de monsters, maar de anderen kunnen ontkomen en verlaten Bridgton, op zoek naar een weg uit de mist. Het verhaal eindigt met dat David tijdens een stop in een verlaten wegrestaurant zijn verhaal opschrijft en de papieren achterlaat in de hoop dat iemand ze vindt.  Ze zijn nog altijd niet uit de mist, maar David krijgt hoop wanneer hij via een radio het woord “Hartford” hoort. 

## Invloed
Kings inspiratie voor Dichte Mist kwam van een echte onweersbui die hij ooit meemaakte, gevolgd door een bezoek aan de supermarkt samen met zijn zoon. In de supermarkt kreeg hij het idee van een groep overlevenden die opgesloten raken in een supermarkt, omgeven door onbekende wezens.
Het verhaal toont ook overeenkomsten met de werken van Howard Phillips Lovecraft, vooral in de omschrijvingen van hoe de monsters eruitzien. 

## Connecties met andere werken van Stephen King
In de door Marvel Comics-stripserie The Dark Tower: The Gunslinger Born, gebaseerd op King’s boekenreeks De Donkere Toren, bevat het prozaverhaal aan het eind grote overeenkomsten met de gebeurtenissen uit Dichte Mist. 